# بيت الفرح (رواية)
بيت الفرح (بالإنجليزية: The House of Mirth)‏، هي رواية بقلم إديث وارتون ونشرت عام 1905، وتروي قصة ليلى بارت، وهي امرأة ذات نسب ولكنها مفلسة، وتعيش ضمن المجتمع الراقي في مدينة نيويورك. وكونها امرأة غير متزوجة عليها ديون بسبب القمار وذات مستقبل غامض، فإن ليلى تتعرض للدمار من قبل المجتمع الذي خلقها.
كتب الرواية بأسلوب «رواية الأخلاق»، وكانت رابع روايات إديث وارتون (1862-1937)، وتصور فيها الطبقة الغنية في مدينة نيويورك في أواخر القرن التاسع عشر. كما تعتبر الرواية مثالا على التوجه الطبيعي في الأدب الأمريكي.

## روابط خارجية
- بيت الفرح على موقع الموسوعة البريطانية (الإنجليزية)